# 若开罗兴亚军
若开罗兴亚军（英語：Arakan Rohingya Army，速写ARA）是由纳比·侯赛因创立的罗兴亚人叛乱组织。

## 组建
若开罗兴亚军成立于2020年9月，声称其战士驻扎在若开邦，并承诺人人享有平等权利。其领导人纳比·侯赛因和阿卜杜拉·卡奈因涉嫌毒品走私和类似黑手党的活动而被孟加拉国当局通缉。

## 冲突
据称，和平活动家莫希布·乌拉于2021年9月29日被若开罗兴亚救世军杀害后，该组织开始与若开罗兴亚救世军作战。
2024年2月6日，若开军和罗兴亚团结组织合作，对若开罗兴亚救世军发动联合攻击。若开罗兴亚救世军在若开邦占领了孟加拉国-缅甸边境的一个緬甸邊防警察营地。据报道，4月份，若开罗兴亚救世军和若开罗兴亚军与缅甸国防军在布迪当一起对抗若开军，他们烧毁当地房屋并绑架平民。 根据若开军和罗兴亚难民的声明，若开罗兴亚军强行招募年轻男子对抗缅甸国防军。
2024年8月30日，纳比·侯赛因被孟加拉国武装警察营逮捕。